# Кодрон C.27
Кодрон С.27 (фр. Caudron C.27) је француски једномоторни, двоседи/троседи, двокрилни авион, који се користио као авион за обуку пилота или туристичке летове, између два светска рата.

## Пројектовање и развој
Производила га је француска фирма Кодрон (фра. Société des avions Caudron), (после 1937. године Renault-Caudron) у периоду од 1922.до 1927. године. Пројектовао га је инж. Пол Девиле (фра.Paul Deville) 1921. године а прототип је завршен у првој половини 1922. године када је направљен и први лет.

## Технички опис
Кодрон С.27 је двокрилни двоседи или троседи авион потпуно дрвене конструкције. У току производње био је опремљен ротативним мотором Le Rhone 9С снаге 60 kW и Clerget 9B снаге 130 KS (97 kW), и радијалним моторима: Anzani снаге 70-80 KS (52-60 kW), и Salmson 9AC снаге 120 KS (89 kW). Труп му је делом округлог попречног пресека, предњи део пресвучен лимом, а део трупа од кабине према репу је био правоугаоног попречног пресека пресвучен импрегнираним платном. Крила су била дрвене конструкције пресвучена импрегнираним платном релативно танког профила. Крилца за управљање авионом су се налазила само на горњим крилима. Стајни трап је био класичан фиксан са осовином на чијим се крајевима налазила два точка већег пречника, а на репном делу се налазила еластична дрвена дрљача.

### Варијанте авиона Кодрон С.27
- C.27 - Оригинални авион са мотором Le Rhône 9C снаге 80 KS (60 kW) или са мотором Anzani снаге 70-80 KS (52-60 kW).
- C.125 - Као C.27 / C.127 али са мотором Clerget 9B снаге 130 KS (97 kW)
- C.127 - Редизајниран оригинални тип C.27 са мањим изменама, мотор Le Rhône 9C.
- C.128 - Као C.27 / C.127, али са мотором Salmson 9AC снаге 120 KS (89 kW) и већим распоном крила. Направљена је и троседа варијанта.

## Земље које су користиле авионе Кодрон С.27
- Белгија
- Француска
- Краљевина Југославија
- Турска

## Оперативно коришћење
Фабрика Кодрон је произвела више од 20 копија различитих верзија овог авиона. Поред Француске, С.27 се производио по лиценци у Турској. Авион је још коришћен у Белгији и Југославији.

### Авион Кодрон С.27 у Југославији
Први цивилни авион и Краљевини Срба Хрвата и Словенаца (Краљевина Југославија) био је Кодрон С.27 са мотором Клерже (Clerget) снаге од 130 KS купљен 4. јуна 1925. године од француза Марсела Кретјена који је био предузимач радова на топографском снимању и триангулацији Катлановског блата и других мочвара у околини Скопља.
Финансирање куповине овог авиона је обавио Аероклуб СХС "Наша Крила", а авион је додељен Главном одбору скопског аероклуба ради популаризације ваздухопловства у Јужној Србији. Са њим је пилот Михаило Јарошенко успешно пропагирао ваздухопловство све до удеса овог авиона почетком септембра 1927. године.